# 中浦村 (大分県)
中浦村（なかうらむら）は、大分県南海部郡にあった村。現在の佐伯市の一部にあたる。

## 地理
佐伯湾に面する鶴見半島の北岸に位置していた。

## 歴史
- 1889年（明治26年）4月1日、町村制の施行により、南海部郡東中浦村が発足[3]。
- 1922年（大正11年）9月1日、東中浦村大字中越浦・羽出浦が分立し村制施行して中浦村が発足[1][2]。合併した2大字を編成[2]。当初役場を大字羽出浦に設置したが、同年11月、大字中越浦に移転した[2]。
- 1955年（昭和30年）3月31日、南海部郡東中浦村、西中浦村と合併し、鶴見村を新設して廃止された[1][2]。

## 産業
- 農業、漁業